# ラクリモーサ (レクイエム)
ラクリモーサ（ラテン語: Lacrimosa、ラテン語で「泣く/涙を流す」の意）は、聖母マリアの称号「悲しみの聖母」に由来し、ローマン・カトリック・レクイエム・ミサの「怒りの日」セクエンツィアの一部。ラテン語のセクエンツィアの18番目・19番目のスタンザである。モーツァルト、ベルリオーズ、ヴェルディなど多くの作曲家は、このテキストをレクイエムの個別の楽章として設定している。

## 原文及び和訳
| Lacrimosa dies illa, qua resurget ex favilla judicandus homo reus: Huic ergo parce Deus. pie Jesu Domine, Dona eis requiem. Amen. | 涙の日、その日は 罪ある者が裁きを受けるために 灰の中からよみがえる日です。 神よ、この者をお許しください。 慈悲深き主、イエスよ 彼らに安息をお与えください。アーメン。 |